# Jade Defraeye
Jade Defraeye, née le 22 mars 2003 à Dunkerque (Nord), est une volleyeuse internationale française évoluant au poste de centrale.
Elle mesure 1,87 m et joue pour l'équipe de France depuis 2021.

## Biographie

### Formation
Elle commence sa formation au Dunkerque Grand Littoral Volley-ball (D.G.L.V.B) puis l'a poursuit au Volley Club Saint-Polois (VC Saint-Polois), clubs de sa ville d'origine. En 2019, elle intègre l'Institut fédéral de volley-ball de Toulouse. Après une première année en tant que titulaire dans l’équipe 2 de l'I.F.V.B en Championnat Élite (2e division nationale), elle est pleinement intégrée aux rotations de l’équipe première (France Avenir 2024) évoluant en Ligue A à partir de la saison 2020-2021,. Après trois années au Pôle France, elle rejoint en 2022 l'Université d'État du Texas, lui permettant de disputer le Championnat NCAA de Division 1,.

### En sélection nationale
En août 2021, elle dispute à seulement 18 ans sa première grande compétition avec l'équipe de France A lors du Championnat d'Europe 2021 alors qu'elle n'a pas le statut professionnel, comme trois autres joueuses : Bah, Ratahiry et Respaut. Durant le tournoi, la sélection réalise l'exploit d'atteindre les quarts de finale, constituant une première depuis 2013.

## Clubs
| Club                       | De        | À         |
| -------------------------- | --------- | --------- |
| France Avenir 2024         | 2019-2020 | 2021-2022 |
| Université d'État du Texas | 2022-2023 | en cours  |

## Palmarès

### En sélection nationale
Néant

### En club
Néant